# 富尔贝克
富尔贝克（法語：Foulbec，法語發音：[fulbɛk]）是法国厄尔省的一个市镇，属于贝尔奈区。

## 地理
富尔贝克（49°23'59"N, 0°25'29"E）面积11.86 平方千米，位于法国诺曼底大区厄尔省，该省份为法国北部内陆省份，北起滨海塞纳省，西接奧恩省和卡爾瓦多斯省，南至厄尔-卢瓦省，东临瓦兹省、瓦兹河谷省和伊夫林省。
与富尔贝克接壤的市镇（或旧市镇、城区）包括：布勒维尔、布克隆、孔特维尔。

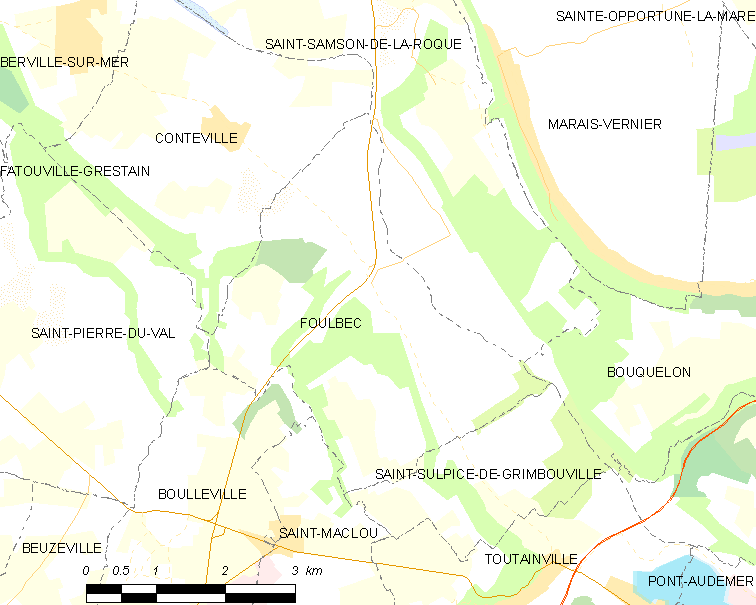
富尔贝克的OSM定位图

富尔贝克的时区为UTC+01:00、UTC+02:00（夏令时）。

## 行政
富尔贝克的邮政编码为27210，INSEE市镇编码为27260。

## 政治
富尔贝克所属的省级选区为伯兹维尔县。

## 人口

1962-2008年间富尔贝克人口变化图示

富尔贝克于2022年1月1日时的人口数量为649人。